# Thor Stenbeck

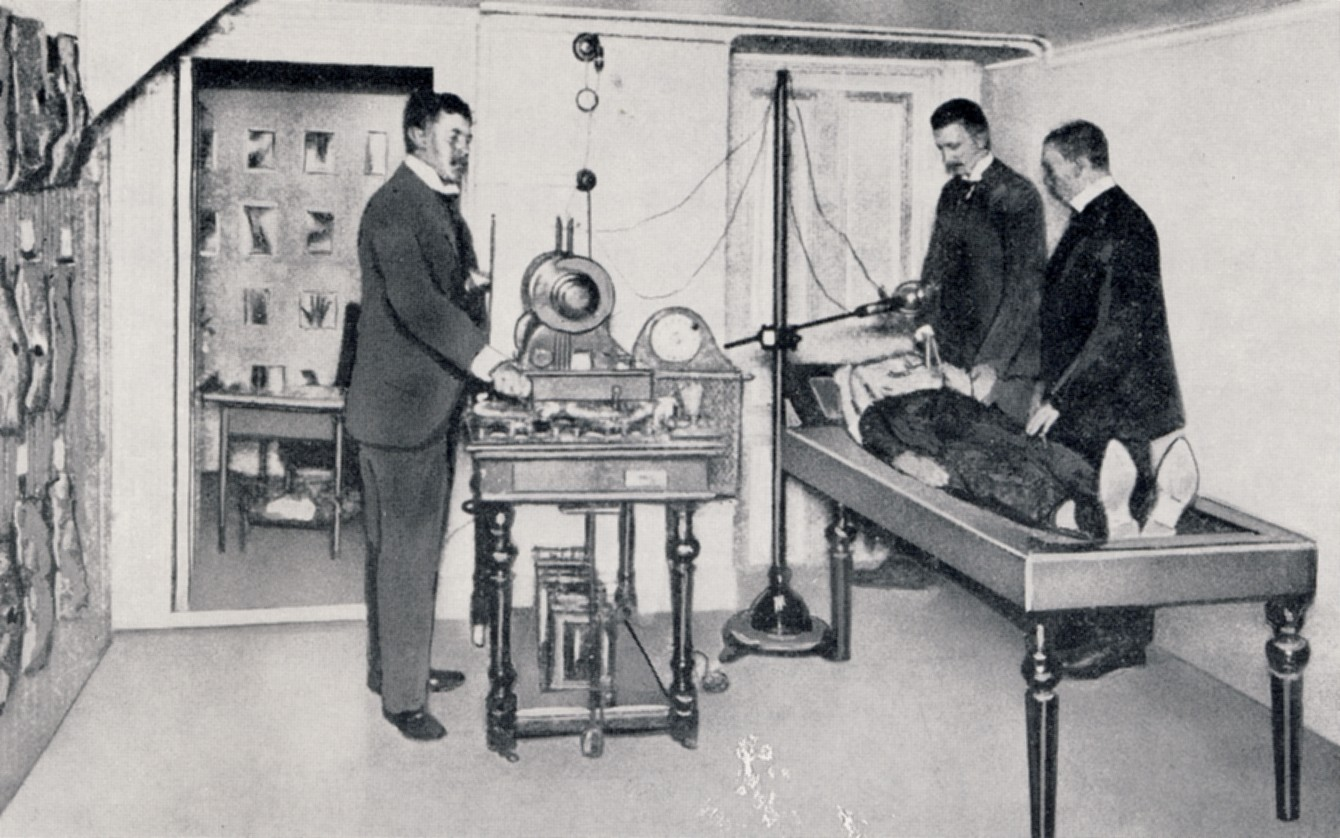
„Stenbecks Röntgeninstitut“ 1899, links Thor Stenbeck

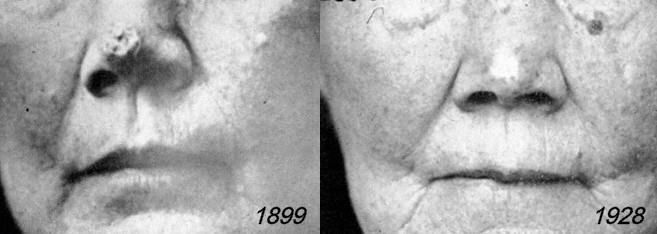
Durch Stenbecks Behandlung geheilter Hautkrebs, links vor der Therapie 1899, rechts 1928

Thor Stenbeck (* 1864; † 1914) war ein schwedischer Strahlentherapeut und Pionier der schwedischen Radiologie. Stenbeck führte 1899 mit Tage Sjögren (1859–1939) mittels Röntgenbestrahlung die weltweit erste erfolgreiche Strahlentherapie eines Hautkrebses (eines Hautepithelioms) durch.
Schon im Februar 1896 eröffnete Stenbeck Skandinaviens erstes so genanntes Röntgeninstitut in Stockholm. Er startete Röntgenkurse und schrieb Bücher und Abhandlungen zum Thema.

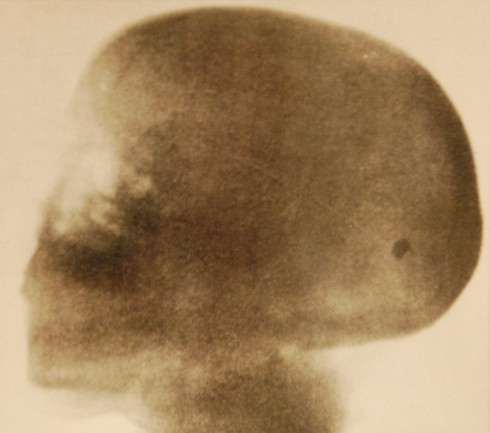
Schädelröntgen 1896 mit der Kugel im Hinterkopf

Im September 1896 gelang es ihm, Röntgenaufnahmen des Schädels eines Schussverletzten herzustellen. Eine Revolverkugel war bei einem Attentat ins linke Auge eingedrungen und im Hinterkopf stecken geblieben. Mit Hilfe Stenbecks Röntgenbilder konnte die Kugel lokalisiert und problemlos operativ entfernt werden. Der Fall war vermutlich der erste in der Medizingeschichte, bei dem ein Geschoss aus dem Gehirn eines Menschen entfernt wurde, nach Lokalisierung mit Röntgenaufnahmen.
Stenbeck war sich frühzeitig der Gefahren der Röntgenstrahlung auf lebende Organismen bewusst und demonstrierte die Strahlenschäden an Haut und Nägeln einer Person, die öffentlich beim Vorführen von Röntgenausrüstungen assistiert hatte. Aber es dauerte auch nicht lange, bis man die medizinische Bedeutung der Röntgenstrahlen erkannte.
Im Jahr 1899 glückte ihm die Behandlung einer Frau mit Hautkrebs auf der Nase. Das war weltweit das erste Mal, dass mit Hilfe von Röntgenstrahlung ein Hautkrebs geheilt werden konnte. Die Behandlung fand in Stenbecks Röntgeninstitut in Stockholm statt. Die Patientin wurde während neun Monaten 99 Mal bestrahlt. Knapp 30 Jahre später, im Jahr 1928, wurde sie bei einer Röntgenkonferenz vorgestellt, sie war immer noch symptomfrei.